# Diadelia flavovitticollis
Diadelia flavovitticollis là một loài bọ cánh cứng trong họ Cerambycidae.